# Scadoxus longifolius
Scadoxus longifolius är en amaryllisväxtart som först beskrevs av De Wild. och Théophile Alexis Durand, och fick sitt nu gällande namn av Ib Friis och Inger Nordal. Scadoxus longifolius ingår i släktet Scadoxus och familjen amaryllisväxter.
Artens utbredningsområde är Kongo-Kinshasa. Inga underarter finns listade i Catalogue of Life.